# Anna Maria Horsford
Anna Maria Horsford (New York, 6 marzo 1948) è un'attrice statunitense.

## Filmografia parziale

### Cinema
- Un amore perfetto o quasi (An Almost Perfect Affair), regia di Michael Ritchie (1979)
- Times Square, regia di Allan Moyle (1980)
- Un'ombra nel buio (The Fan), regia di Edward Bianchi (1981)
- Class, regia di Lewis John Carlino (1983)
- Crackers, regia di Louis Malle (1984)
- St. Elmo's Fire, regia di Joel Schumacher (1985)
- Heartburn - Affari di cuore (Heartburn), regia di Mike Nichols (1986)
- Street Smart - Per le strade di New York (Street Smart), regia di Jerry Schatzberg (1987)
- Presunto innocente (Presumed Innocent), regia di Alan J. Pakula (1990)
- Mr. Jones, regia di Mike Figgis (1993)
- Ci vediamo venerdì (Friday), regia di F. Gary Gray (1995)
- Strani miracoli (Dear God), regia di Garry Marshall (1996)
- Set It Off - Farsi notare (Set It Off), regia di F. Gary Gray (1996)
- Un giorno... per caso (One Fine Day), regia di Michael Hoffman (1996)
- Il collezionista (Kiss the Girls), regia di Gary Fleder (1997)
- La famiglia del professore matto (Nutty Professor II: The Klumps), regia di Peter Segal (2000)
- Lockdown - Dietro le sbarre (Lockdown), regia di John Luessenhop (2000)
- Nella morsa del ragno - Along Came a Spider (Along Came a Spider), regia di Lee Tamahori (2001)
- Due sballati al college (How High), regia di Jesse Dylan (2001)
- Minority Report, regia di Steven Spielberg (2002)
- Friday After Next, regia di Marcus Raboy (2002)
- La gang di Gridiron (Gridiron Gang), regia di Phil Joanou (2006)
- Matrimonio in famiglia (Our Family Wedding), regia di Rick Famuyiwa (2010)
- A Madea Christmas, regia di Tyler Perry (2013)
- Me Time - Un weekend tutto per me (Me Time), regia di John Hamburg (2022)

### Televisione
- Bill – film TV (1981)
- ABC Afterschool Specials – serie TV, 2 episodi (1981-1984)
- Amen – serie TV, 110 episodi (1986-1991)
- La famiglia Addams (The Addams Family) – serie TV, 21 episodi, voce (1992-1993)
- Rhythm & Blues – serie TV, 13 episodi (1992-1993)
- The Wayans Bros. – serie TV, 80 episodi (1995-1999)
- Method & Red – serie TV, 13 episodi (2004)
- Grey's Anatomy – serie TV, 2 episodi (2005, 2007)
- The Shield – serie TV, 8 episodi (2005-2008)
- Reed Between the Lines – serie TV, 22 episodi (2011-2015)
- Beautiful (The Bold and the Beautiful) – serie TV, 77 episodi (2015-2018)
- The Last O.G. – serie TV, 15 episodi (2019-2021)
- B Positive – serie TV, 14 episodi (2021-2022)
- No Good Deed - serie TV, 6 episodi (2024)

## Doppiatrici italiane
Nelle versioni in italiano delle opere in cui ha recitato, Anna Maria Horsford è stata doppiata da:
- Anna Rita Pasanisi in Mr. Jones
- Alessandra Cassioli in Minority Report
- Graziella Polesinanti in Grey's Anatomy
- Daniela Nobili in The Shield (st. 4)
- Stefania Romagnoli in The Shield (st. 7)
- Laura Romano in Cold Case - Delitti irrisolti
- Rita Savagnone in Matrimonio in famiglia
- Anna Cesareni in No Good Deed